# قناة التفريغ الخارجية تحت الأرض لمنطقة العاصمة

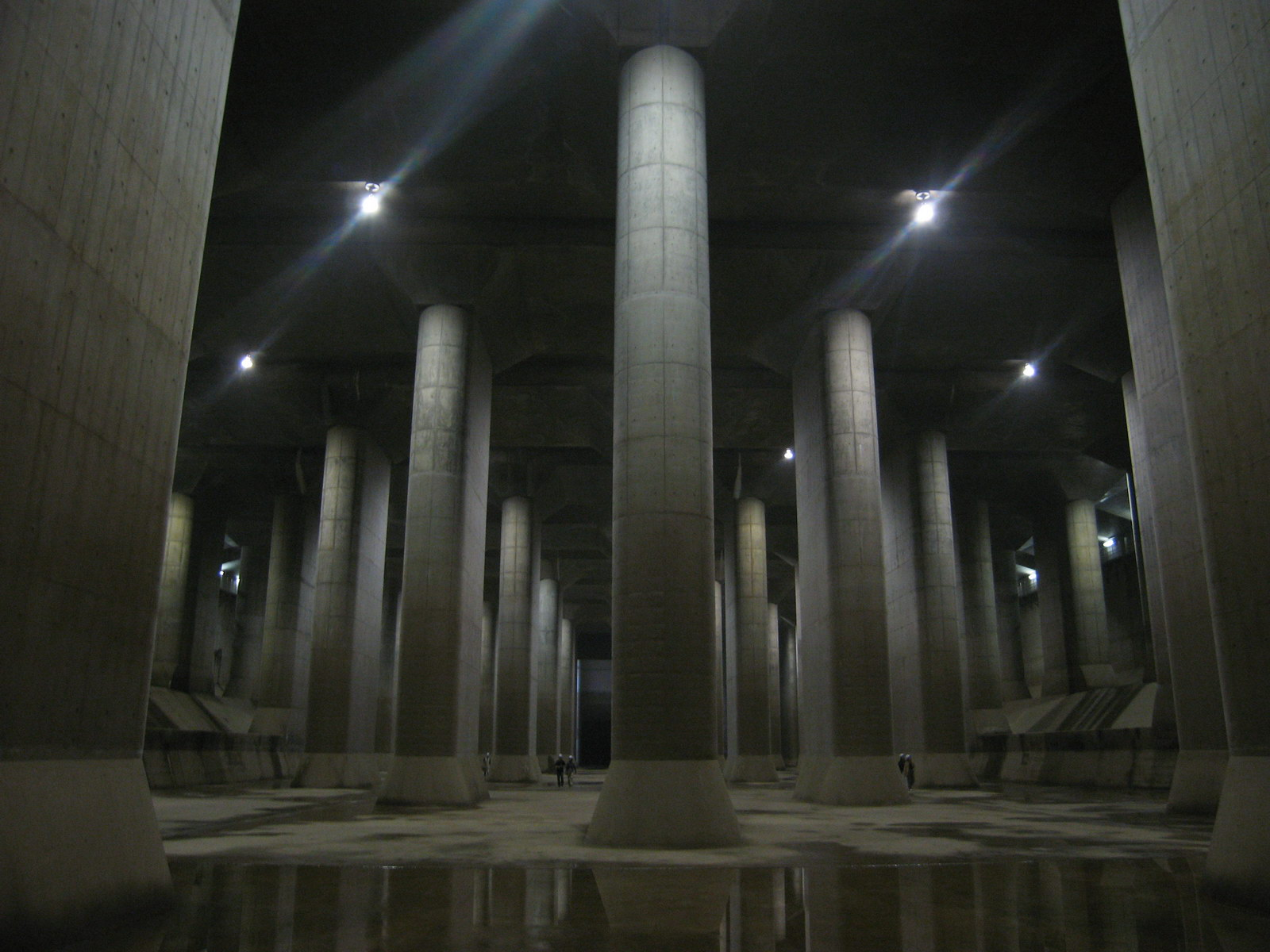

قناة التفريغ الخارجية تحت الأرض لمنطقة العاصمة هو مشروع بنية تحتية يقع في كاسوكابي،اليابان وهو أكبر مشروع لتصريف مياة الفيضانات تحت الأرض في العالم تم بنائه لتحويل المياة الزائدة من الأنهار وقنوات المياة الرئيسية خلال الأمطار ومواسم الأعاصير.
تم البدأ في المشروع 1992 وأكتمل في 2006.